# Red Garland

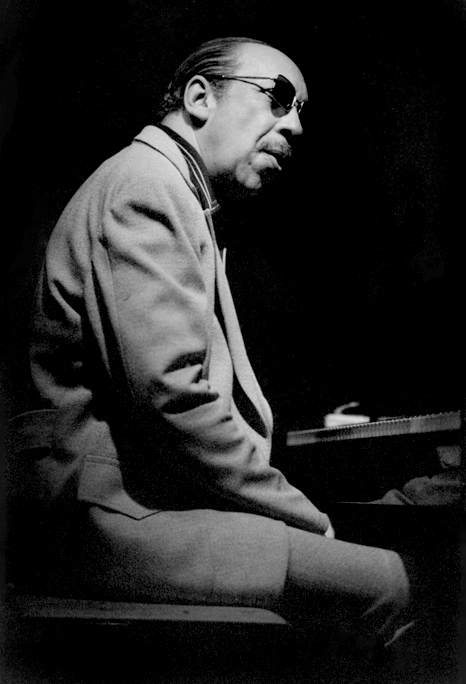
Red Garland

Red Garland (* 13. Mai 1923 in Dallas als William M. Garland; † 23. April 1984 ebenda) war ein US-amerikanischer Jazzpianist.

## Leben und Wirken
Garland lernte als Kind Klarinette; auf der Highschool (die er nicht abschloss) spielte er Altsaxophon. Er verließ die Schule, um im Zweiten Weltkrieg seinen Militärdienst abzuleisten. Dort lernte er in Fort Huachuca Klavier. Als er 1944 die Armee verließ, arbeitete er in der Band von Buster Smith, um dann mit Hot Lips Page auf Tournee zu gehen. 1946 blieb er in New York, wo er in Clubs auftrat und sich dem Modern Jazz zuwendete. Er spielte mit Billy Eckstine, Coleman Hawkins, Fats Navarro, Lester Young und Eddie Vinson. 1953 trat er mit Charlie Parker im Storyville auf (Charlie Parker at Storyville). Zwischen 1955 und 1958 war er Pianist des legendären ersten „klassischen“ Miles Davis Quintetts/Sextetts. Als Kollege von John Coltrane, Cannonball Adderley, Paul Chambers und Philly Joe Jones erlangte er jedoch nie deren Berühmtheit. Garland war ein Pianist in der Bop-Tradition eines Bud Powell, reicherte sein Spiel jedoch oft durch eine ihn besonders kennzeichnende Anwendung von Blockakkorden an.

Dabei werden mit der linken Hand im mittleren Register die Akkorde im Rhythmus der Melodie angeschlagen, die Melodie wird in Oktaven geführt, die die Quinte zwischen den Außenstimmen enthalten.
 (Dies Beispiel mit einem C7-Akkord hätte den durchaus vorkommenden „falschen“ Ton h.)
Neben den Alben der erwähnten Davis-Gruppe (wie Relaxin’ with the Miles Davis Quintet) nahm er mit John Coltrane auf (Soultrane). Mit der Davis-Rhythmusgruppe und John Coltrane wirkte er 1956 an dem Album Tenor Madness von Sonny Rollins mit. Unter seinem eigenen Namen wurden zunächst im Wesentlichen bei Prestige Records bis 1962 entstandene Aufnahmen veröffentlicht, die in den Studios von Rudy Van Gelder eingespielt wurden. 1965 kehrte er nach Dallas zurück, um seine Mutter zu pflegen. In den folgenden Jahren spielte er nur gelegentlich.
Erst 1971 nahm er wieder Alben unter eigenem Namen auf; für MPS entstanden Aufnahmen mit Jimmy Heath bzw. mit Sam Jones (Auf Wiedersehen). 1974 trat er dann im Keystone Korner in San Francisco auf; in seinem Trio spielten Bassist James Leary und Schlagzeuger Eddie Marshall. 1977 arbeitete er mit Leroy Vinnegar und Philly Joe Jones und trat erneut im Keystone Korner auf; im Dezember entstanden Aufnahmen unter seiner Leitung für Galaxy Records mit Nat Adderley, Harold Land und Ira Sullivan. 1978 arbeitete er im Quartett mit Leo Wright, dann trat mit Sadao Watanabe, Richard Davis und Roy Haynes in Tokio auf. 1979 hatte er ein Trio mit Ron Carter und Ben Riley, das für Plattenaufnahmen um Julian Priester, George Coleman und Kenny Burrell erweitert wurde. 1980 hatte er ein gemeinsames Quartett mit Lou Donaldson, 1982 entstanden letzte Studio-Aufnahmen mit Jamil Nasser und Frank Gant (Misty); im Februar 1983 trat er ein letztes Mal – wieder mit James Leary und Eddie Marshall – im Keystone Korner auf.

## Diskographische Hinweise
- Red Garland Revisited! (Prestige/OJC, 1957) mit Paul Chambers, Philly Joe Jones, Kenny Burrell
- Soul Junction (Prestige/OJC, 1957) mit John Coltrane, Donald Byrd, George Joyner, Art Taylor
- Rediscovered Masters Vol. 2 (Prestige/OJC, 1959–61) mit Richard Williams, Oliver Nelson, Doug Watkins, Specs Wright, Charlie Persip
- Swingin’ on the Korner: Live at Keystone Korner (ed. 2014)

## Lexigraphische Einträge
- Carlo Bohländer, Karl Heinz Holler: Reclams Jazzführer (= Reclams Universalbibliothek. Nr. 10185/10196). Reclam, Stuttgart 1970, ISBN 3-15-010185-9.
- Ian Carr, Digby Fairweather, Brian Priestley: Rough Guide Jazz. Der ultimative Führer zur Jazzmusik. 1700 Künstler und Bands von den Anfängen bis heute. Metzler, Stuttgart/Weimar 1999, ISBN 3-476-01584-X.
- Leonard Feather, Ira Gitler: The Biographical Encyclopedia of Jazz. Oxford University Press, New York 1999, ISBN 0-19-532000-X.